# Maniacs (deutsche Band)
Die Maniacs war eine Hardcore-Punk-Band, welche im Sommer 1982 im hessischen Rotenburg an der Fulda aus einigen lokalen Bands (Blutverlust und Bunker) entstand und von Anfang an dem englischen Hardcore-Punk-Stil verbunden war. In ihren Texten griff die Band klassische politische Punkthemen auf und sang gegen Rechtsextremismus und die etablierte Gesellschaft.

## Geschichte
Ihre ersten zwei Auftritte bestritten sie zusammen mit Blutverlust am 11. Dezember 1982 auf einem Benefiz-Festival in der Nähe von München. Dort standen sie mit Napalm, ZSD und Inferno auf der Bühne und am 26. Dezember 1982 im Kensington in Kassel mit Tin Can Army, Sonderleistung und Einzelhaft. Ihr Übungsraum war die „Grotte“, ein historischer Gewölbekeller im Haus der Jugend („JUZE“) Rotenburg. Ihr erstes Demo-Tape von 1982 hieß Attack, aufgenommen im Dezember im Rennquintett Rehearsal Studio (Proberaum der New-Wave-Formation Rennquintett). Ihr zweites Demo-Tape German Tanks nahmen sie am 11. Juni 1983 im Warrier-Tonstudio in Witzenhausen auf.
Der erste Sänger „Xox“ spielte vorher in der Göttinger Punkband „Krätze“. Der zweite Sänger hieß Matthias „Socke“ Hose. Der dritte Sänger Sebastian Luepfert stammte aus Hannover. Schließlich übernahm Gitarrist Peter Thomas den Gesangspart. Danach nahmen sie zu dritt noch ein weiteres Demo-Tape auf. Dieses wurde von einem Freund, Arne Gesemann (Chaos Records), zu Thomas Ziegler gesendet, der es dann im Juni 1984 auf seinem Label Mülleimer Records auf einer Split-LP zusammen mit Titeln der Göttinger Punk-Band Tin Can Army veröffentlichte. Jede Band hatte eine Seite bespielt. Im gleichen Jahr kam Thomas Schedensack als zweiter Gitarrist hinzu und komplettierte die Gruppe.
Das Lied Hymne auf dem Sampler von 1984 What Doesn’t Hurt Us Makes Us Stronger (Destiny Record Berlin) ist eine Hommage an Motörhead und ihren Titel Ace of Spades und sollte eigentlich den Titel All the Aces tragen.
Im Februar 1985 veröffentlichten die Maniacs eine EP unter dem Berliner Pogar-Label Salute the Survivors. Im Mai 1986 veröffentlichten sie ihr zweites Album The White Rose of Resistance. Mit dessen Titellied, das unter anderem auf dem ersten Schlachtrufe-BRD-Sampler 1990 erschien, wurden sie einer größeren Öffentlichkeit bekannt. Im Oktober 1986 unternahmen sie eine kurze Frankreich-Tournee, die im Tonstudio (Musiclab Berlin) endete und die Single Chainsaw Blues hervorbrachte, welche im Mai 1987 bei dem französischen Independent-Label Terminal Records veröffentlicht wurde.
1988 veröffentlichte die Band ein Live-Album unter dem Augsburger Label Rise & Fall mit dem Titel Bootleged at the Bootleg. Ihr letztes Album Thrown to the Dogs entstand im Jahr 1989 und wurde beim Kasseler Label Black Fantasy Records 1990 veröffentlicht. Bei dem gleichen Label veröffentlichten auch The Bates aus Eschwege ein Jahr zuvor ihr erstes Album No Name for the Baby (Black Fantasy NW103).
Alle ihre Platten haben die Maniacs im Tonstudio Musiclab Berlin eingespielt.
Bandmitglieder waren von 1984 bis 1991 Peter Thomas (Gesang, Gitarre), Thomas Schedensack (Gitarre), Peter Küllmer (Bass) und Kai-Uwe Schönewolf (Schlagzeug). Peter Küllmer verließ 1991 die Band und wurde durch Sven Schneider ersetzt. Durch berufliche Neuorientierung der Bandmitglieder löste sich die Band 1992 auf.
Der Schlagzeuger Kai-Uwe Schönewolf und der Bassist Peter Küllmer spielten 1986–1990 parallel noch in der Trash-Punk-Band The Thrilling Tortures und waren dort noch an der Veröffentlichung einer LP mit dem Titel „Painful Distortion“ (Trash City Records Berlin) und einer Single See You in Hell – If You Are Here II (Trash City Records Berlin TCR2) (Musiclab Berlin) beteiligt.
Kai-Uwe Schönewolf spielte nach der Auflösung der Maniacs ab 1992 mit Tom Schedensack in Kassel bei Prison 11. Zudem war er 1997 Mitbegründer von Speed Chicken und spielte für Dog Food Five im Februar 1998 eine Tour in Norddeutschland, da ihr Schlagzeuger verhindert war.
Der Bassist Peter Küllmer starb am 26. Mai 2008 im Alter von 49 Jahren ebenso unerwartet wie Kai-Uwe Schönewolf, der am 3. Oktober desselben Jahres im Alter von 45 Jahren verstarb.

## Stil
Das Ox-Fanzine bezeichnete die Musik der Band als „brachialen (...) Hardcore-Punk“ und zog Vergleiche zur britischen Band Charged GBH.

## Diskografie

### Alben
- 1983: Split-Album mit Tin Can Army (Mülleimer Records)
- 1983: German Tanks (Bunker + Sado Tapes – Bunker 004 – Sado 003) (Chaos Record) Demotape 11. Juni 1983 Warrier-Tonstudio Witzenhausen

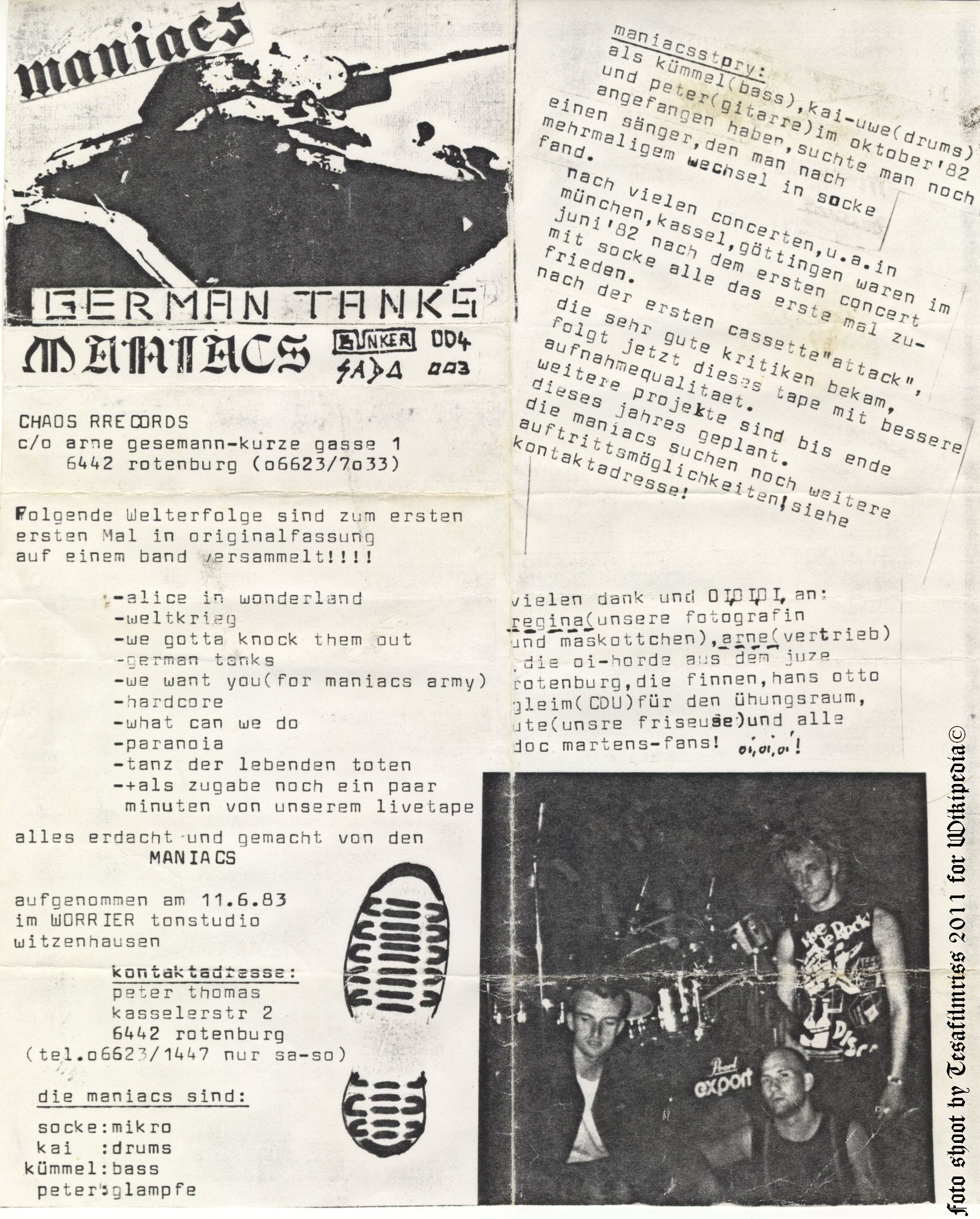
Foto:Cover Maniacs – German Tanks – Demo MC

- 1984: we are not the brave man ... (Bunker + Sado Tapes) (Chaos Record) Demotape Warrier-Tonstudio Witzenhausen
- 1984: Maniacs (Split-LP mit Tin Can Army) – Mülleimer Records (010)
- 1986: The White Rose of Resistance (LP) – Mülleimer Records (016)
- 1988: Bootlegged at the Bootleg (LP) – Rise & Fall Augsburg (006)
- 1990: Thrown to the Dogs (LP) – Black Fantasy Records Kassel (NW 107)
- 2012: Dust of a Decade (2xLp) – Angry Voice Records (AVR-30) Reissues of their rare first releases from the 1980s

### Singles und EPs
- 1985: Salute the Survivors – Pogar Berlin (06)
- 1986: Chainsaw Blues – Terminal Records (TR 006) Frankreich

### Sampler (teilweise mit Einzelsong und Songnummer)
- 1984: LP Hardcore Power Music Part 2 (Mülleimer Records 011)
  - 5. Wir haben was zu sagen
  - 11. Weltkrieg
  - 16. Diese Stadt

- 1984: LP What dosen’t hurt us makes us stronger (Destiny Record Berlin)
  - 9. Salute the Survivor
  - 14. Warrior
  - 20. Hymne

- 1984: MC Wir Schlagen das Imperium (Chainsaw Tapes)
  - 8. Wir haben was zu sagen

- 1985: MC Bored of Directors (Empty Rec)
  - 1. Revenge Of The Creatures
  - 2. Violence

- 1985: LP 77 Records st international (77 Records FR)
- 1985: LP Fun’s Not Dead (More Fun Records MF 002 – Blurb 002)
  - 9. Der Kampf (Wir haben was zu sagen)

- 1985: MC 24 Love Songs
  - 01. Hardcore Punk
  - 02. Grenada Today

- 1986: LP WE DON’T NEED NUCLEAR FORCE (Mülleimer Records 015)
  - 05. Addicted To The Night

- 1986: LP WHAT ARE YOU DOING ABOUT THAT HOLE IN YOUR HEAD (Rot Records)
  - 11. Brave Men

- 1987: LP 77 Records II (77 Record FR)
  - 4. Dust Of A Decade

- 1987: LP The incredible Power of Darkness (Rise &Fall)
  - 11. Gimme the Bullet

- 1989: LP Das waren noch Zeiten (AM-Music-Snake 003)
  - 10. Hardcore Punk
  - 11. Revenge Of The Creature

- 1990: LP Die Deutsche Punkinvasion (AM-Musik-Snake 44)
  - 14. Glory Men

- 1990: LP Schlachtrufe BRD (AM-Music Records)
  - 03. Deutschland
  - 04. The White Rose

- 1990: MC Intoxicate You
- 1992: CD Gegen Nazis (Vision Soundcarriers)
  - 10. The White Rose